# Tasu'a

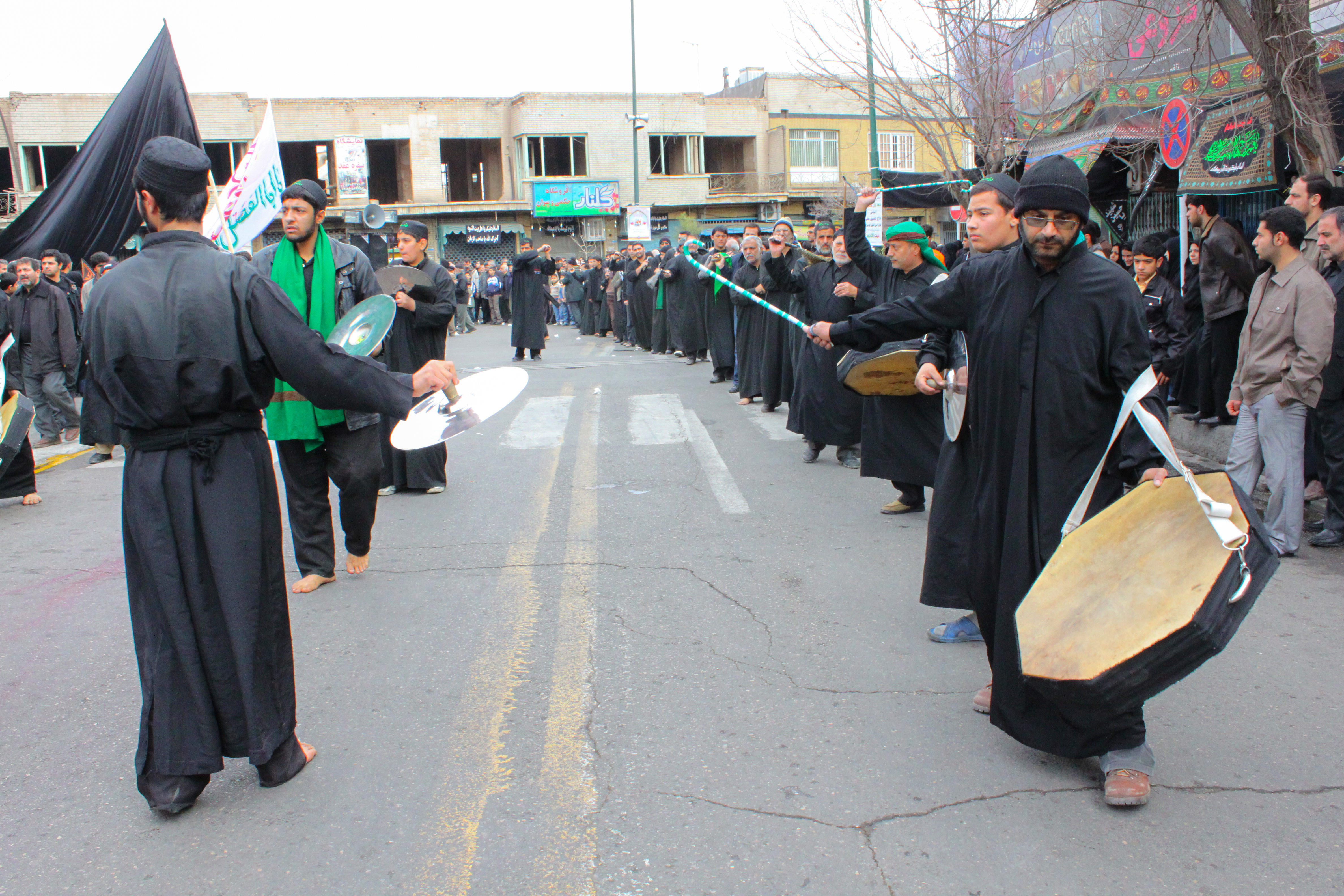
Cérémonie de deuil, à Qom en Iran (2009).

Tass'e (arabe :, « neuf ou neuvième » est le neuvième jour du mois de mouharram. Ce mot renvoie à la date du 9 mouharram  61 AH /680 EC, soit la veille des événements qui eurent lieu le dix du même mois ('Achoura,) qui ont vu la défaite et la mort de Hussein et de ses compagnons au cours de la bataille de Kerbala.
Durant les deux journées de Tassu'a et d'Achoura, les fidèles portant le deuil de Hussein organisent des cérémonies spéciales pour commémorer cette mort.

## Les événements
Plusieurs événements ont eu lieu ce jour-là: l'arrivée de Shemr à Karbala; la transmission par celui-ci à  Abbãs Ibn Ali d'une demande de protection pour les enfants de Ummu l-Banin (« la mêre des fils », une des épouses d'Ali) et le refus de ce dernier; les préparatifs de guerre pour le lendemain, et le jour du siège. Ce jour est appelé du nom de Abbas ibn Ali parce qu'il était un commandant courageux de Hussein. D'après la tradition shiite, Abolfazl (c'est-à-dire Abbas ibn Ali) a été tué le jour d'Achoura (dixième jour en arabe). Abbas symbolise une figure de la virilité, la chevalerie et la loyauté dans la culture chiite.

## La nuit de Achoura
La nuit de Tasu'a à Achoura fut la dernière de leur vie pour Hussein et ses compagnons. Hussein envoya Abbãs Ibn Ali vers Ibn Sa'ad, le commandant de l'armée du calife Yazid Ier, et son état-major, pour leur demander un délai de réflexion d'une nuit, et leur promettre une réponse définitive le lendemain (le dix Muharram).il a dit:« Retourne vers eux. Essaie de les retarder jusqu'à demain et de les éloigner de nous pendant cette nuit afin que nous puissions prier Dieu, L'invoquer et Lui demander pardon. Car IL sait que j'aimerais Le prier, lire Son Livre, multiplier mes invocations et mes demandes de pardon ». Après consultation, Ibn Sa'ad et ses lieutenants accédèrent à la demande de Hussein.